# سيدي عبد الخالق
سيدي عبد الخالق هي قرية في إقليم برشيد منذ 2004 ضمن جهة الشاوية ورديغة بالغرب المغربي. كان مجموع عدد سكان الجماعة القروية سيدي عبد الخالق 9.747 نسمة.(تعداد السكان الرسمي 2004)